# Bordonhos
Bordonhos é uma povoação portuguesa sede da Freguesia de Bordonhos do Município de São Pedro do Sul, freguesia com 5,95 km² de área e 508 habitantes (censo de 2021), tendo, por isso, uma densidade populacional de 85,4 hab./km².
Um habitante de Bordonhos é conhecido por bordonhense.
Bordonhos tem várias divisões. Mais próximo de São Pedro do Sul está Vilar, que por si só constitui uma outra pequena povoação. A fazer fronteira com a freguesia de Serrazes temos Figueirosa. O centro da aldeia gira em redor da Igreja Paroquial. Mais abaixo da mesma temos a antiga Casa dos Duques de Bragança, hoje transformada em bar, situada no Paço.
Perto do Paço, a sensivelmente menos de 1 km temos a Nogueira. Onde se encontra uma casa senhorial, que se encontra habitada. Ainda existe a Casa do Casal, que outrora foi um convento, que também se encontra habitada.
Na rua da Escola está a escola primária da freguesia. Na rua paralela à mesma, temos a estrada que liga Bordonhos a outras freguesias, entre as quais S. Pedro do Sul, Santa Cruz e Carvalhais, no chamado Alto do Barro, onde antigamente havia uma fábrica de serração que foi desmantelada.

## Demografia
A população registada nos censos foi:
| Distribuição da População por Grupos Etários | Distribuição da População por Grupos Etários | Distribuição da População por Grupos Etários | Distribuição da População por Grupos Etários | Distribuição da População por Grupos Etários |
| -------------------------------------------- | -------------------------------------------- | -------------------------------------------- | -------------------------------------------- | -------------------------------------------- |
| Ano                                          | 0-14 Anos                                    | 15-24 Anos                                   | 25-64 Anos                                   | > 65 Anos                                    |
| 2001                                         | 117                                          | 84                                           | 297                                          | 105                                          |
| 2011                                         | 97                                           | 58                                           | 286                                          | 106                                          |
| 2021                                         | 60                                           | 73                                           | 262                                          | 113                                          |

## Património
- Igreja Matriz de Bordonhos